# Król poza bramą
Król poza bramą (ang. The King Beyond the Gate) – druga powieść fantasy brytyjskiego pisarza Davida Gemmella. Wydana w 1984 roku. Powieść kontynuuje wydarzenia z pierwszej części Sagi Drenajów, jednak nie można uznać jej za typowy sequel - wydarzenia mają miejsce blisko 100 lat później. 
Książka była drugą powieścią wydaną w ramach Sagi Drenajów. Biorąc jednak pod uwagę chronologię świata powieści, jest siódma w kolejności.
W Polsce została wydana w 1996 roku nakładem wydawnictwa Zysk i S-ka w przekładzie Zbigniewa A. Królickiego i Barbary Kamińskiej. Pierwsze polskie wydanie miało 382 strony (ISBN 83-7150-190-0). Książkę wznowiło wydawnictwo Mystery w listopadzie 2010 roku (ISBN 978-83-7719-008-1).